# Phigalia plumaria
Phigalia plumaria là một loài bướm đêm trong họ Geometridae.